# Národní park Země leoparda
Národní park Země leoparda (rusky Земля́ леопа́рда) se nachází v Přímořském kraji, Rusku. Byl založen 5. dubna 2012 s cílem ochrany a navrácení levharta mandžuského do volné přírody. V dnešní době žije více než polovina těchto volně žijících šelem na území parku. Vyskytuje se zde také tygr ussurijský.
Národní park zahrnuje přírodní rezervace Kedrovaja Paď (rusky Кедро́вая Падь; česky Cedrové údolí), rezervace Leopardovyj (rusky Леопа́рдовый; česky Leopardí) a součásti Chasanského a Naděždinského rajónu, Ussurijského městského okruhu a Vladivostoku.

## Poloha
Teritorium národního parku Země leoparda se rozprostírá od pobřeží Amurského zálivu Japonského moře po rusko-čínskou hranici a od hranic přírodní rezervace Poltavskij v Ussurijském rajónu po státní hranici na řece Tumannaja a je protaženo v severo-jižním směru.

## Flóra a fauna
Národní park se nachází v Amurském ekoregionu. Převládají zde smíšené lesy Mandžuska (dnešní Přímoří a Příamuří). S výjimkou Kavkazu se jedná o jediný region Ruska, který nebyl ovlivněn posledním zaledněním, což pomohlo zachovat bohatou rozmanitost místní flóry a fauny. Zejména díky tomu zde do dnešních časů rostou staré reliktní rostliny a toto místo obývají představitelé tropické fauny. Na území parku bylo zaznamenáno 54 druhů savců, 184 druhů ptáků, 7 druhů obojživelníků, 8 druhů plazů, 12 druhů ryb, 940 druhů cévnatých rostlin, 283 druhů sladkovodních řas, 251 druhů lišejníků, 179 druhů mechů a 1914 druhů hub.
Žijí zde 23 druhů chráněných ruskými zákony. Mimo tygrů a levhartů zde žijí také medvědi ušatí, medvědi hnědí, jeleni sika, kabaři pižmoví, srnci sibiřští, gorali východní, prasata divoká, rysi ostrovidi, kočky krátkouché, lišky obecné, jezevci asijští, rosomáci, ježci, psíci mývalovití, kolonoci, vydry, rejsci, netopýři, zajíci mandžuští, veverky a burunduci.

## Práce národního parku
Pracovníci národního parku se nezabývají pouze ochranou přírody, ale i vědeckým pozorováním, studiem a monitoringem populace levhartů mandžuských a jihozápadní skupiny tygra ussurijského pro vypracování doporučení na jejich ochranu. Kromě toho pracuje park na síti turistických cest a vyhlídkových tras. Roku 2016 zde byla otevřena naučná stezka, po které se návštěvníci mohou volně pohybovat.